# Jeu de plates-formes
Pour les articles homonymes, voir Plate-forme.
 (janvier 2021).
Si vous disposez d'ouvrages ou d'articles de référence ou si vous connaissez des sites web de qualité traitant du thème abordé ici, merci de compléter l'article en donnant les références utiles à sa vérifiabilité et en les liant à la section « Notes et références ».
Un jeu de plateforme ou jeu de plates-formes (ou platformer) est un genre de jeu vidéo, sous-genre du jeu d'action. Dans les jeux de plates-formes, le joueur contrôle un avatar qui doit sauter sur des plates-formes suspendues dans les airs et éviter des obstacles. Les environnements requièrent de devoir sauter ou grimper pour pouvoir être traversés. Le joueur a un contrôle sur la hauteur et la distance des sauts. L'élément le plus commun à ce genre de jeux est de proposer un bouton ou une touche dédié au saut (ou un contrôle alternatif de type tactile par exemple). D'autres manœuvres acrobatiques peuvent venir modifier le gameplay, comme l'utilisation d'un grappin ou de trampolines par exemple.
Les jeux de plates-formes sont apparus au début des années 1980, tout d'abord en 2D, intégrant souvent des systèmes d'échelles à grimper. Le genre a connu un nouvel essor dans les années 1990 avec l'apparition des premiers jeux de plates-formes en 3D. Souvent associé aux consoles, le genre se déploie sur la plupart des plates-formes de jeu.

## Histoire

### Jeux 2D

Capture animée du jeu Prince of Persia, typique du jeu de plate-forme en 2D avec des pièges à éviter et des ennemis à éliminer.

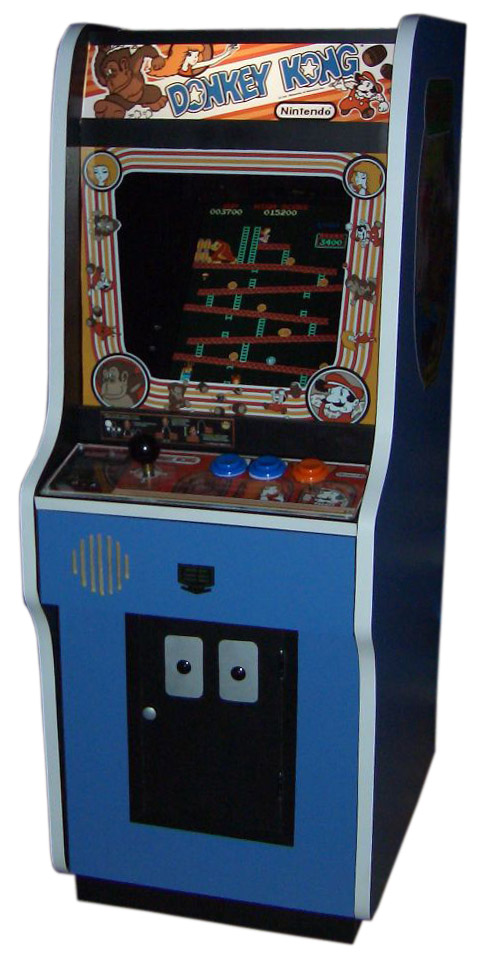
Donkey Kong en borne d'arcade.

Les jeux de plates-formes sont apparus au début des années 1980 et se déroulaient sur un écran fixe. Space Panic d'Universal, sorti en 1980, est parfois considéré comme le premier jeu du genre. Dans ce jeu, le joueur peut tomber mais ne peut pas sauter. Son gameplay basé sur des étages et des niveaux semble néanmoins avoir influencé le genre. Un autre précurseur est Crazy Climber de Nichibutsu en 1980.
Donkey Kong, jeu d'arcade créé par Nintendo et sorti en juillet 1981, est le premier jeu qui a permis au joueur de sauter par-dessus des obstacles et de franchir des précipices, ce qui en fait le premier jeu de plates-formes à proprement parler,. Le jeu introduit le personnage de Mario qui devient une véritable icône du genre.
À partir de 1982, des jeux font s’enchaîner plusieurs écrans fixes comme Pitfall! sur Atari 2600 par exemple. D'autres jeux utilisent cette technique comme Manic Miner, Jet Set Willy, Impossible Mission ou Prince of Persia.
Parallèlement, les jeux vidéo à défilement horizontal deviennent un nouveau standard. Les jeux de plates-formes s'emparent de ce système dès 1983 avec B.C.'s Quest for Tires de Sierra On-Line ou Pac-Land de Namco. En 1985 sort Super Mario Bros. de Nintendo sur NES qui devient l'archétype du jeu de plates-formes. Il se vend à plus de 40 millions d'exemplaires. Sega se lance sur le segment avec les séries Alex Kidd et Wonder Boy en 1986.
Les consoles de quatrième génération apparaissent et voient la naissance d'une nouvelle génération de jeux de plates-formes. Super Mario World sur Super Nintendo se vend à plus de 20 millions d'exemplaires. Sonic the Hedgehog sur Mega Drive s'écoule lui à plus de 15 millions d'exemplaires.

### Jeux 3D
Les jeux de plates-formes en 3D apparaissent au cours des années 1990, en particulier durant l'ère des consoles de cinquième génération qui se démarque par la transition de jeux 2D vers la 3D. Le jeu Alpha Waves, sorti en 1990 sur ordinateur (DOS, Amiga et Atari ST), est le premier à proposer un environnement entièrement en trois dimensions ainsi qu'une caméra rotative. En 1996 sort Super Mario 64 qui fut un exploit du jeu vidéo 3D.

## Sous-genres
(janvier 2021).
Le contenu est difficilement compréhensible vu les erreurs de traduction, qui sont peut-être dues à l'utilisation d'un logiciel de traduction automatique.
Il existe de nombreux jeux de plates-formes qui n'adhèrent à aucun des sous-genres ci-dessous, mais voici quelques-uns des archétypes les plus reconnaissables pour différents styles de plate-forme. Il existe de nombreux autres sous-genres vaguement définis qui ne sont pas mentionnés ici car ils ne sont pas aussi facilement définis.

### Jeu de plates-formes et de réflexion
Les jeux de plates-formes et de réflexion ou puzzle-platformers se caractérisent par leur utilisation d'une structure de jeu de plateforme pour piloter un jeu dont le défi provient principalement des casses-têtes et des énigmes. Ils comportent normalement un gadget qui est utilisé tout au long du jeu et à mesure que la conception des niveaux devient plus compliquée, les joueurs sont chargés d'utiliser ce gadget de différentes manières.
Door Door (1983) d'Enix et Doki Doki Penguin Land MD (pour le SG-1000, en 1985) de Sega, sont peut-être les premiers exemples, bien que le genre soit varié et que les classifications puissent varier. Doki Doki Penguin Land MD permettait aux joueurs de courir et de sauter de la manière habituelle de la plate-forme, mais ils pouvaient également détruire des blocs et étaient chargés de guider un œuf au bas du niveau sans le laisser se casser.
The Lost Vikings (1992) était également l'un des titres les plus populaires de ce genre. Il comportait trois personnages que les joueurs pouvaient basculer, chacun avec des capacités différentes. Les joueurs devaient utiliser les trois personnages pour atteindre les objectifs de niveau.
Ce sous-genre a une forte présence sur les plates-formes portables. Wario Land II a déplacé la série Wario dans le genre de puzzle-plateformer en éliminant l'élément de la mort et en ajoutant des blessures temporaires, telles que le fait d'être écrasé ou allumé en feu, et des pouvoirs spécialisés. Wario Land 3 a poursuivi cette tradition, tandis que Wario Land 4 était davantage un mélange de casse-têtes et d'éléments de plate-forme traditionnels. La mise à jour Game Boy de Donkey Kong était également un casse-tête portable à succès et a vu une suite sur Game Boy Advance appelée Mario vs Donkey Kong. De plus, Klonoa: Empire of Dreams, le premier titre de poche de sa série, était également un jeu de plates-formes et de réflexion.
Ces dernières années[Quand ?], le genre a connu une renaissance, en particulier dans le développement de jeux indépendants. Braid utilise la manipulation du temps pour ses casses-têtes et ses énigmes, et And Yet It Moves utilise un cadre de rotation de référence. Contrairement à ces défileurs latéraux, Narbacular Drop et son successeur Portal sont des jeux à la première personne qui utilisent des portails pour résoudre des énigmes en 3D. Depuis la sortie de Portal, de plus en plus de puzzle-plateformers utilisent une caméra à la première personne, notamment Purity et Tag: The Power of Paint.

### Jeu de plateforme Run-and-gun
Le genre de plateforme run and gun est popularisé par Probotector de Konami. Gunstar Heroes et Metal Slug sont également parmi les exemples les plus populaires de ce style. Les jeux de course et de tir à défilement latéral sont une tentative de marier les jeux de plates-formes avec les shoot'em ups, caractérisés par une attention minimale sur le saut de plate-forme précis et un accent majeur sur le tir multidirectionnel. Ces jeux sont parfois appelés « tireurs de plateforme »[réf. souhaitée]. Ce genre a de fortes racines d'arcade, et en tant que tels, ces jeux sont généralement connus pour être très difficiles et avoir une progression de jeu à sens unique très linéaire.
Il existe des jeux qui présentent un degré de tir élevé mais qui ne tombent pas dans ce sous-genre. Mega Man, Metroid, Ghosts 'n Goblins, Vectorman, Jazz Jackrabbit, Earthworm Jim, Cuphead et Turrican sont tous des jeux de plates-formes axés sur l'action et le tir, mais contrairement à Probotector ou Metal Slug, les éléments de saut de plateforme, ainsi que l'exploration et l'aller-retour, figure toujours en bonne place. La course et les pistolets sont généralement très purs, et bien qu'ils puissent avoir des séquences de véhicules ou d'autres changements de style, ils restent concentrés sur le tir tout au long.

### Jeu de plateforme cinématographique
Les jeux de plateforme cinématographiques sont un sous-genre petit mais distinct des jeux de plateforme, généralement distingués par leur réalisme relatif par rapport aux jeux de plateforme traditionnels. Ces jeux se concentrent sur des mouvements fluides et réalistes, sans la physique non naturelle trouvée dans presque tous les autres jeux de plateforme. Pour atteindre ce réalisme, de nombreux jeux de plateforme cinématographiques, à commencer par Prince of Persia, ont utilisé des techniques de rotoscopie pour animer leurs personnages sur la base de séquences vidéo d'acteurs en direct effectuant les mêmes cascades. [86] Les capacités de saut sont généralement à peu près dans les limites de la capacité d'un athlète humain. Pour étendre l'exploration verticale, de nombreux plates-formes cinématographiques offrent la possibilité de saisir des rebords ou d'utiliser largement les plates-formes d'ascenseurs. D'autres caractéristiques distinctives incluent le contrôle par étapes, dans lequel une action est effectuée après que le personnage a terminé son animation actuelle, plutôt que l'instant où le bouton est enfoncé, et les étapes multi-écrans qui ne défilent pas.
Comme ces jeux ont tendance à présenter des personnages vulnérables qui peuvent mourir à la suite d'une seule attaque ennemie ou en tombant sur une distance relativement courte, ils n'ont presque jamais de vies limitées ou de continuer. Le défi est dérivé de la résolution de problèmes d'essai et d'erreur, forçant le joueur à trouver la bonne façon de surmonter un obstacle particulier.
Prince of Persia a été le premier jeu de plateforme cinématographique et peut-être le plus influent. Impossible Mission a été le pionnier de nombreux éléments déterminants des plateformes cinématographiques et est un précurseur important de ce genre. [89] Les autres jeux du genre incluent Flashback (et son remake de 2013), Another World, Heart of Darkness, les deux premiers jeux Oddworld, Blackhawk, Bermuda Syndrome, Generations Lost, Heart of the Alien, Weird Dreams, Limbo, Inside, onEscapee, Deadlight, Rain World et The Way.

### Jeu d'action comique / Plateforme à écran unique
Ce genre n'a pas de nom communément convenu en Occident, mais les jeux du genre sont plus communément appelés « jeux d'action comiques » (CAG) au Japon. L'arcade originale Mario Bros. est généralement reconnue comme l'auteur de ce genre, bien que Bubble Bobble soit également très influent. Ces jeux sont caractérisés par des niveaux d'écran unique et sans défilement et contiennent souvent une action coopérative à deux joueurs. Un niveau est complété lorsque tous les ennemis à l'écran ont été vaincus, et les ennemis vaincus perdent généralement des bonus de score sous forme de fruits ou d'autres objets. Les CAG sont presque exclusivement développés au Japon et sont soit des jeux d'arcade, soit des suites de jeux d'arcade, bien qu'ils soient également un genre courant parmi les jeux de doujinshi amateurs. D'autres exemples incluent Don Doko Don, Snow Bros. et Nightmare in the Dark.

### Jeu de plateforme isométrique
Sans doute un sous-genre des plateformes 3D et 2D, les plateformes isométriques présentent un environnement tridimensionnel utilisant des graphiques bidimensionnels en projection isométrique. Bien qu'il ne s'agisse pas des premiers jeux isométriques, les premiers exemples de jeux de plateforme isométriques sont le jeu d'arcade Congo Bongo et Ant Attack pour le Sinclair ZX Spectrum, tous deux sortis en 1983.
Knight Lore, une suite isométrique de Sabre Wulf, a aidé à établir les conventions des premiers jeux de plateforme isométriques. Cette formule a été répétée dans des jeux ultérieurs comme Head over Heels et Monster Max. Ces jeux étaient généralement fortement axés sur l'exploration des environnements intérieurs, généralement une série de petites pièces reliées par des portes, et ont des éléments d'aventure et de puzzle distincts. Les développeurs japonais ont mélangé ce style de jeu avec celui des jeux d'action-aventure japonais comme The Legend of Zelda pour créer des jeux comme Landstalker et Light Crusader. Bien que ces jeux soient plus généralement classés comme des aventures d'action, ils sont également des plateformes isométriques et une évolution des conventions antérieures du genre. Cette influence a ensuite voyagé en Europe avec la grande aventure épique d'Adeline Software, qui mélangeait des éléments de jeu de rôle, d'aventure et de plate-forme isométrique.
Avant que les consoles ne puissent afficher de véritables graphiques 3D polygonaux, la perspective isométrique ¾ a été utilisée pour déplacer certains jeux de plateforme 2D populaires dans un gameplay en trois dimensions. Spot Goes to Hollywood était une suite du populaire Cool Spot, et Sonic 3D: Flickies' Island était la sortie de Sonic dans le sous-genre isométrique.

### Jeu d'aventure et de plateforme
De nombreux jeux fusionnent les fondamentaux des jeux de plate-forme avec des éléments de jeux d'action-aventure, tels que The Legend of Zelda, ou avec des éléments de RPG. Ces éléments incluent généralement la possibilité d'explorer une zone librement, avec un accès à de nouvelles zones accordé en acquérant de nouvelles capacités ou en utilisant des objets d'inventaire. De nombreux jeux 2D dans les franchises Metroid et Castlevania sont parmi les jeux les plus populaires de ce type, et donc les jeux qui adoptent ce type d'approche sont souvent appelés jeux « Metroidvania ». Castlevania: Symphony of the Night a popularisé cette approche dans la série Castlevania. D'autres exemples de tels jeux incluent Wonder Boy III: The Dragon's Trap, Tails Adventure, Cave Story, Mega Man ZX, Shadow Complex, Disney's DuckTales Remastered et Ori and the Blind Forest.
Les premiers exemples d'aventures en plate-forme 2D en itinérance libre et à défilement latéral dans la veine de « Metroidvania » incluent Metroid de Nintendo en 1986 et les jeux Castlevania de Konami : Vampire Killer en 1986 et Simon's Quest en 1987, The Goonies II en 1987 par Konami, ainsi que le jeu de science-fiction Sharp X1 d'Enix, Brain Breaker en 1985, Super Pitfall de Pony Canyon en 1986, Euphory en 1987, The Scheme de Bothtec en 1988, et plusieurs RPG d'action de Dragon Slayer par Nihon Falcom, comme la version de 1985 Xanadu et 1987 Faxanadu ainsi que Legacy of the Wizard.

### Jeu de course sans fin
Les jeux endless runner (traduisible en français, par « course sans fin » ou « course à l'infini ») sont des jeux de plates-formes dans lesquels le personnage du joueur avance continuellement à travers un monde généré procéduralement, et théoriquement sans limite de fin. Les commandes de jeu se limitent à faire sauter le personnage et à effectuer des actions spéciales. Le but de ces jeux est d'aller le plus loin possible avant la mort du personnage. Les endless runner ont rencontré un succès particulier sur les plateformes mobiles. Ils sont bien adaptés au petit ensemble de commandes dont ces jeux ont besoin, souvent limités à une seule pression d'écran pour sauter.
Les jeux avec des mécanismes similaires avec un mouvement vers l'avant automatique, mais où les niveaux sont préconçus ou générés de manière procédurale pour avoir une ligne d'arrivée définie, sont souvent appelés auto-runners pour les distinguer des jeux endless runner.
Le concepteur Scott Rogers nomme des jeux à défilement horizontal tels que Scramble (1981) et Moon Patrol (1982) et des jeux avec un gameplay au style poursuite[Quoi ?] comme Aladdin (version 8 bits de 1994) et Crash Bandicoot (1996) comme des précurseurs du genre. B.C.'s Quest for Tires (1983) est considéré comme le premier jeu avec des éléments de endless runner, mais à l'époque, le format n'a jamais décollé.
En février 2003, Gamevil publie NOM pour téléphone mobile en Corée du Sud. Le concepteur du jeu Sin Bong-gu déclare qu'il voulait créer un jeu qui n'était possible que sur support mobile. Par conséquent, il a fait monter le personnage du joueur sur les murs et les plafonds, obligeant les joueurs à tourner leur téléphone portable tout en jouant. Pour compenser cette complication, il a limité les commandes du jeu à un seul bouton et a laissé le personnage s'exécuter automatiquement et indéfiniment, « comme les gens de la société moderne, qui doivent toujours regarder en avant et continuer à courir ».
Bien que le concept soit ainsi connu depuis longtemps en Corée du Sud, la presse spécialisée attribue à Canabalt (2009) le titre de « jeu qui a inventé à lui seul le genre du endless runner à bouton unique compatible avec les smartphones » et a engendré une vague de clones. Fotonica (2011), un endless runner à un bouton vu de la première personne, est décrit comme un « hybride de la course à pied de Canabalt, de la perspective (et des mains) de Mirror's Edge et du style visuel de Rez ». Temple Run (2011) et son successeur Temple Run 2 sont devenus des jeux de endless runner particulièrement populaires. Ce dernier est devenu le jeu mobile le plus répandu au monde en janvier 2013, avec 50 millions d'installations en treize jours.